# Flugor

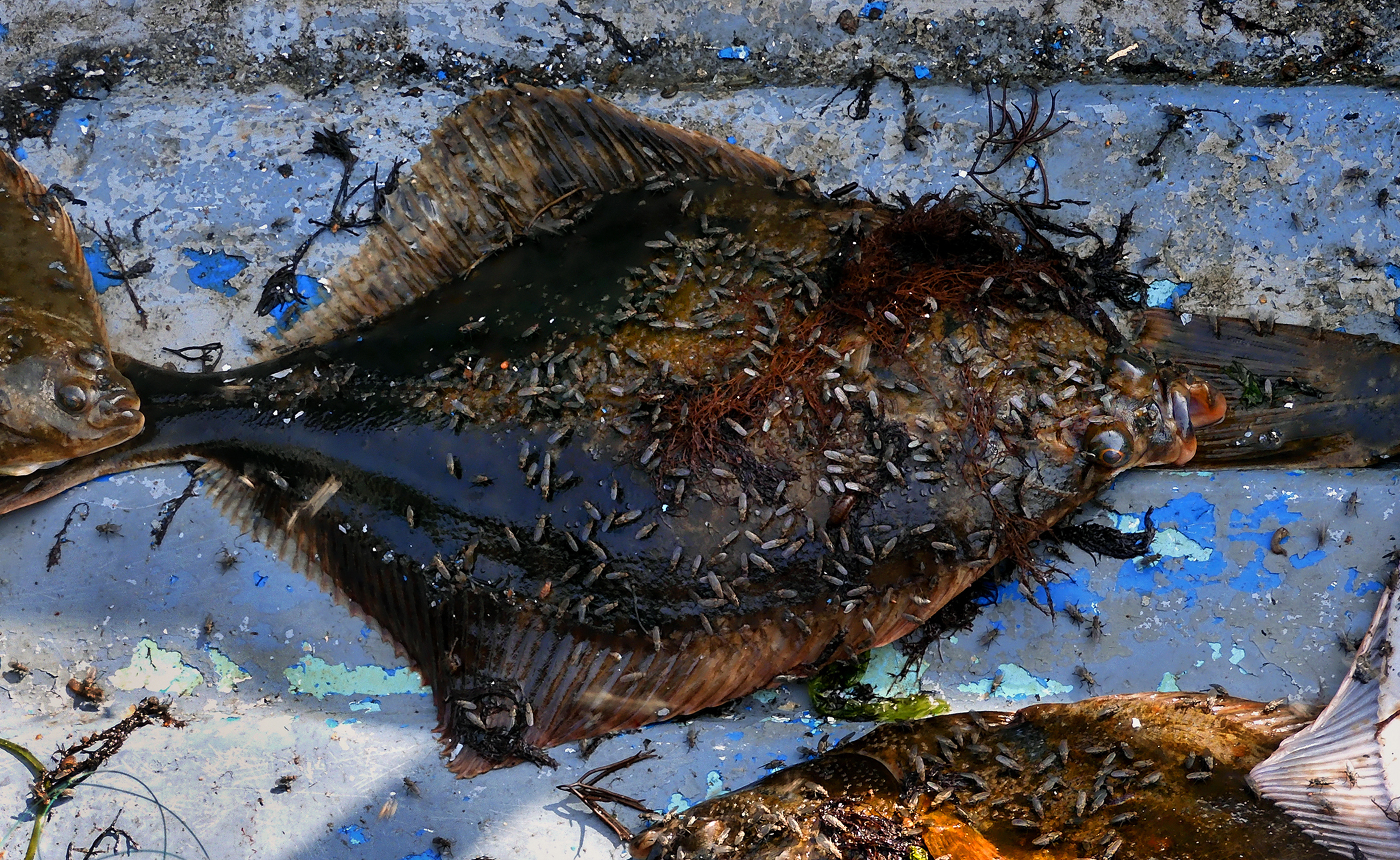
Tångflugor på en Spätta.

Flugor (Brachycera) är en underordning av insektsordningen tvåvingar (Diptera). Det finns cirka 100 000 flugarter i världen. I Sverige finns cirka 6 000 arter.
Denna underordning skiljer sig från andra arter i Diptera genom att antennerna är 3- eller sällan 2-ledade och kortare än huvudet. Bakre leden är vanligen störst och försedd med borst eller griffel. Underkäken täcks av överläppen.

## Systematik
Underordningen flugor har traditionellt delats in i två delordningar, högre flugor (Cyclorrhapha) och lägre flugor, savantflugor, (Orthorrhapha). En nyare indelning som är baserad på fylogenetiska studier har visat att de lägre flugorna inte är någon monofyletisk grupp, utan delar upp flugorna i grupperna Stratiomyomorpha, Xylophagomorpha, Tabanomorpha och Muscomorpha, där de högre flugorna ingår som en delgrupp i Muscomorpha, med samma vetenskapliga namn som tidigare.

### Familjer (urval)
- blomflugor (Syrphidae)
- blomsterflugor (Anthomyiidae)
- borrflugor (Tephritidae)
- bromsar (Tabanidae)
- daggflugor (Drosophilidae)
- dansflugor (Empididae)
- egentliga flugor (Muscidae)
- fladdermusflugor (Nycteribiidae)
- fritflugor (Chloropidae)
- köttflugor (Sarcophagidae)
- lusflugor (Hippoboscidae)
- minerarflugor (Agromyzidae)
- parasitflugor (Tachinidae)
- puckelflugor (Phoridae)
- styngflugor (Oestridae)
- rovflugor (Asilidae)
- spyflugor (Calliphoridae)
- stekelflugor (Conopidae)
- svävflugor (Bombyliidae)
- träflugor (Clusiidae)
- vapenflugor (Stratiomyidae)
- vattenflugor (Ephydridae)

## Bildgalleri

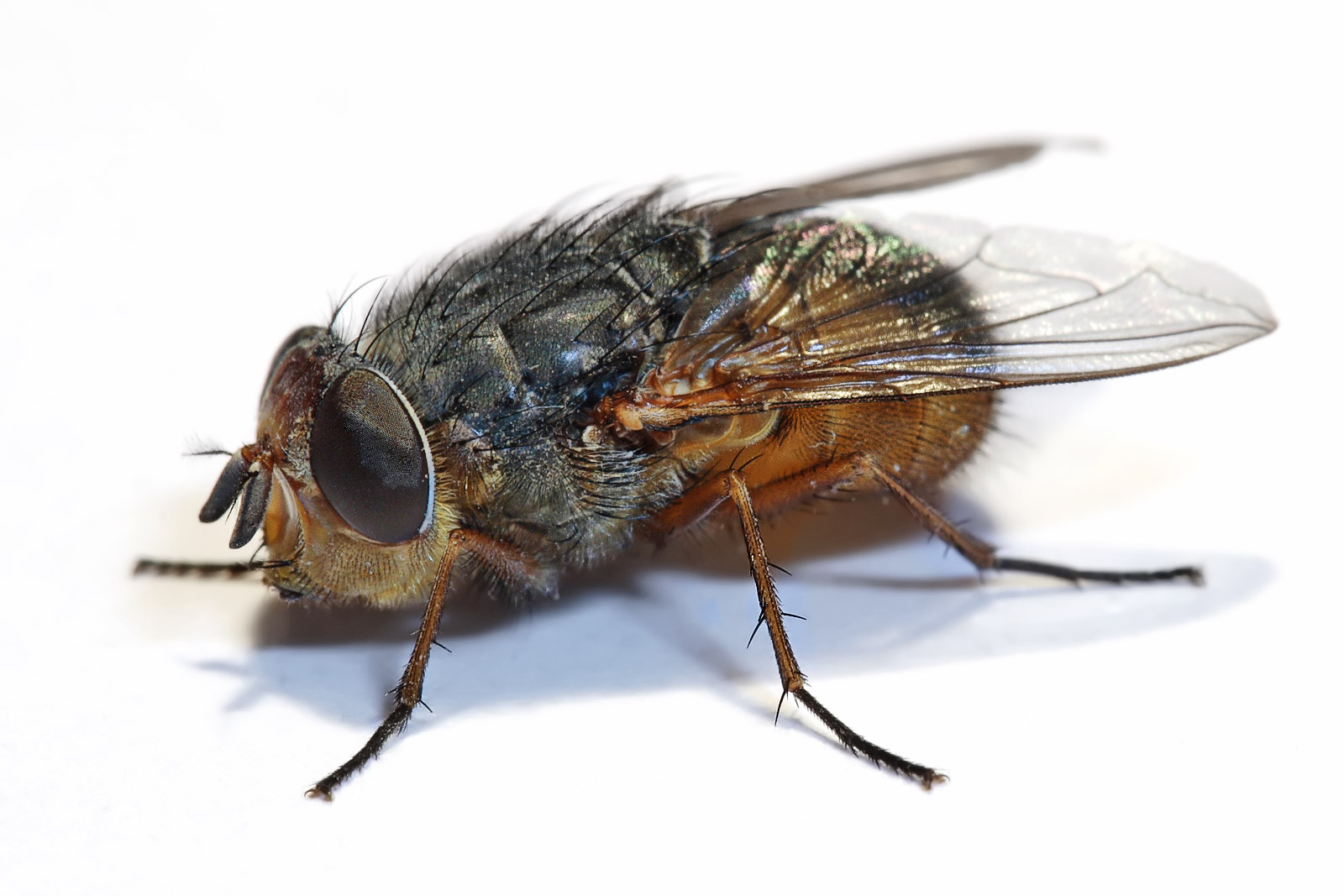
Spyflugehona
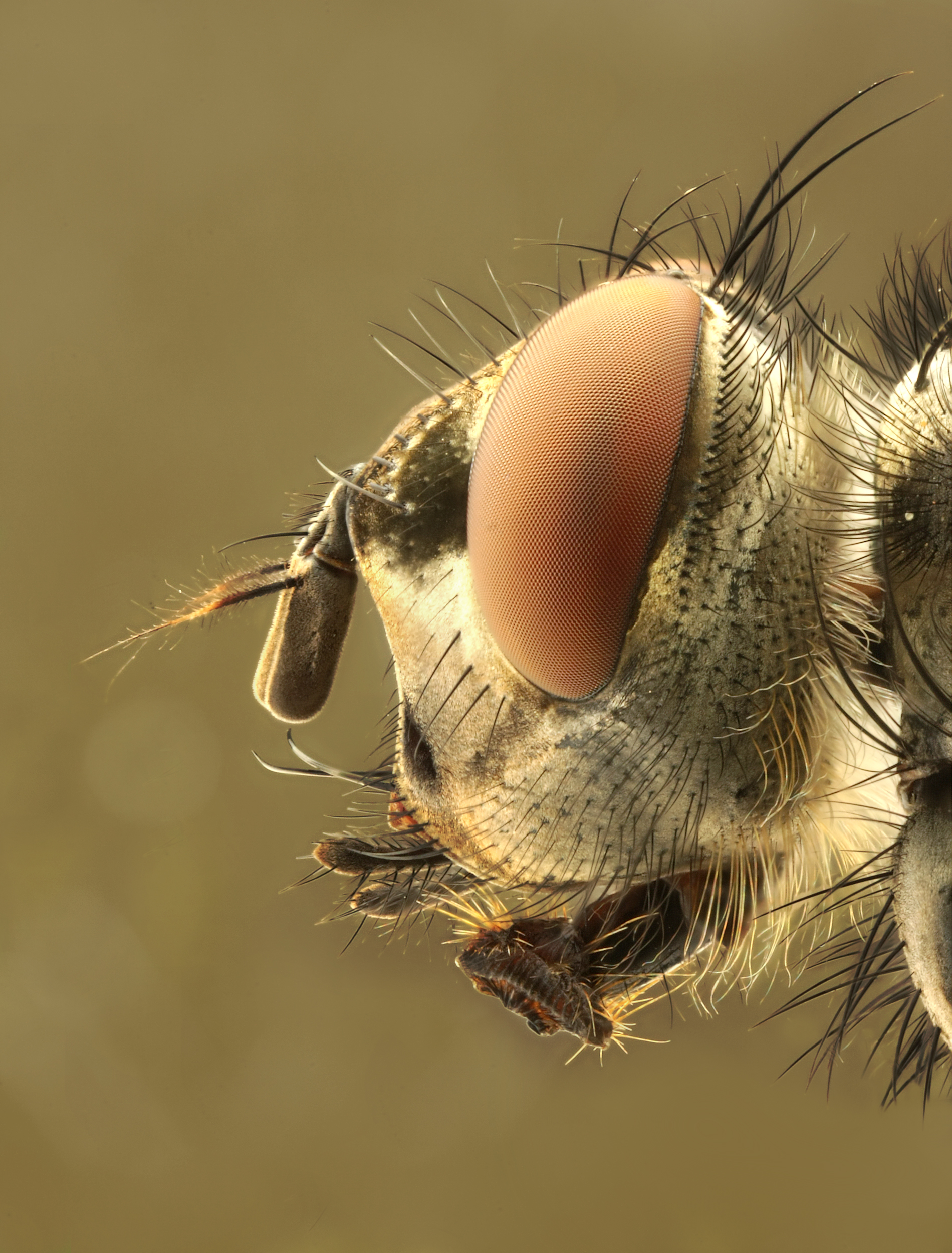
Huvud på en spyfluga